# Brudern József
Brudern József báró, (?, 1774 - Pest, 1834. február 1.)

## Életpályája
Morvaországból ideszármazott család sarja volt, amely 1791-ben  kapott indigenátust. Brudern az akkori magyar gazdasági életben csakhamar jelentékeny szerepre jutott. Gyöngyösön és Pest-Budán  élt, ahol 1817-ben építtette házát és benne a ma már nem létező Párisi utca nevű sikátort, amely az akkori főváros egyik nevezetessége volt. 1833-ban kelt végrendeletében úgy intézkedett, hogy a kisebb legátumok kifizetése után fennmaradó tiszta vagyonának kétharmad részét  fordítsák a kiképzésére olyan tehetséges ifjaknak, akikből később egy Pesten felállítandó politechnikum tanárai lehessenek. Végakaratának végrehajtása azonban papíron maradt, mert a rokonság megtámadta a végrendeletet.

## Emlékezete
Sírja Gyöngyöstarjánban van, arcképe pedig a soproni városi múzeumban.  